# Salix obtusata
Salix obtusata är en videväxtart som beskrevs av Merritt Lyndon Fernald. Salix obtusata ingår i släktet viden, och familjen videväxter. Inga underarter finns listade i Catalogue of Life.